# Cycliste allemand de l'année

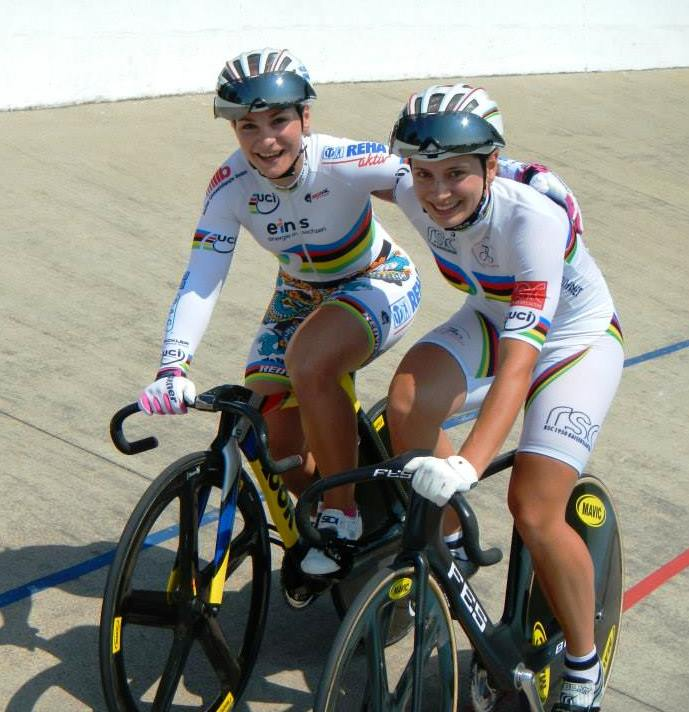
Kristina Vogel (à gauche) et Miriam Welte, lauréates en 2012.

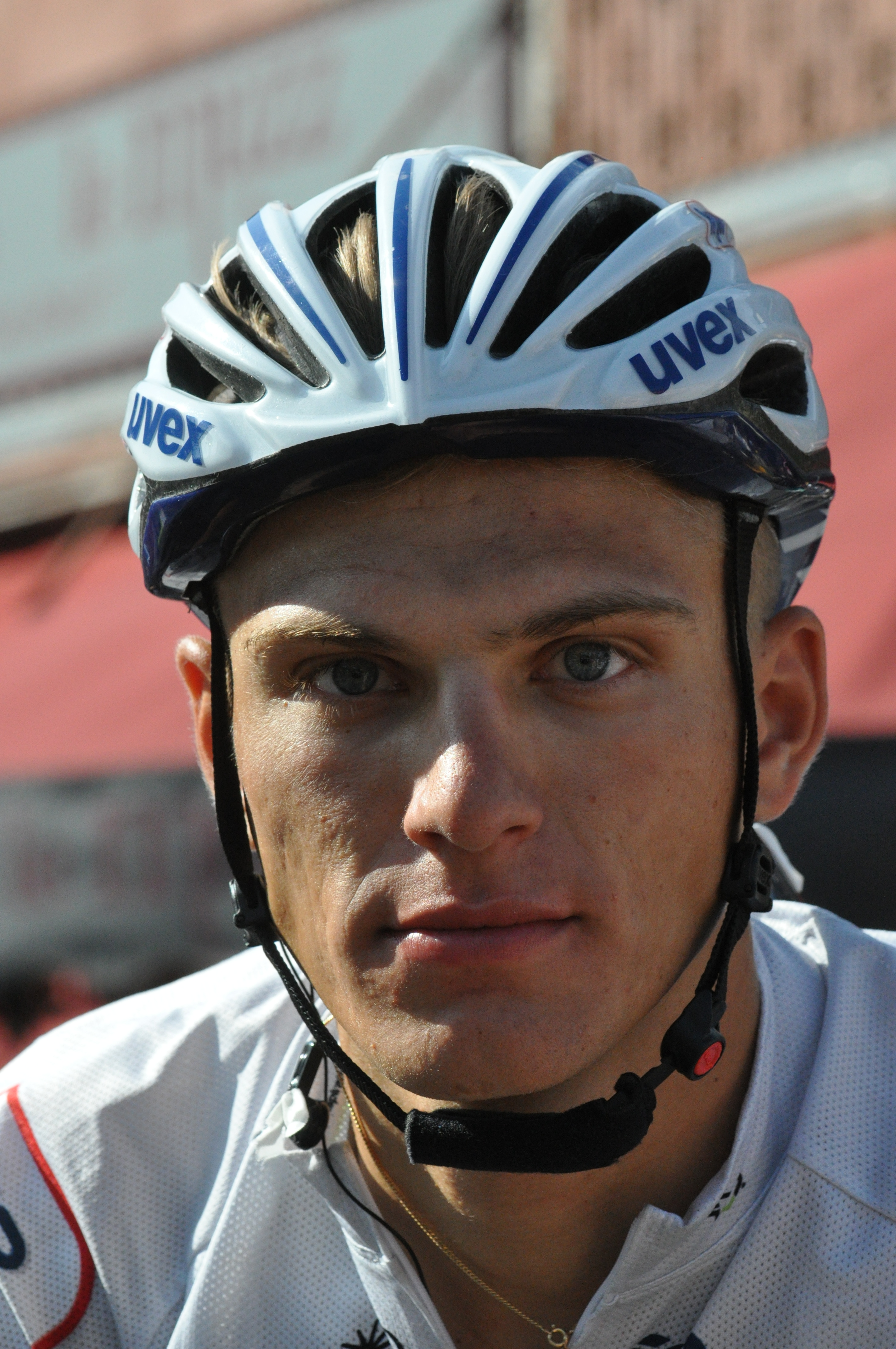
Marcel Kittel, cycliste allemand de l'année en 2013, 2014 et 2017.

Le prix du cycliste allemand de l'année est une récompense attribuée chaque année depuis 1971 en Allemagne par les lecteurs du magazine Radsport. Le magazine est l'organe officiel de la Fédération allemande de cyclisme.
Chez les femmes, c'est Hanka Kupfernagel et Kristina Vogel qui ont été le plus souvent récompensées avec six distinctions. Chez les hommes, Erik Zabel, six fois titrés, devance Jan Ullrich et ses cinq récompenses. Les hommes sont récompensés depuis 1971 et les femmes depuis 1988. Les juniors hommes (17-18 ans) ont également un prix depuis 2009 et depuis 2015 pour les juniors femmes.

## Palmarès masculin
| - 1971 Dieter Koslar - 1972 Wilfried Trott - 1973 Dietrich Thurau - 1974 Hans Lutz - 1975 Gregor Braun - 1976 Gregor Braun - 1977 Dietrich Thurau - 1978 Gregor Braun - 1979 Wilfried Trott - 1980 Wilfried Trott - 1981 Reimund Dietzen - 1982 Peter Hilse - 1983 Peter Hilse - 1984 Rolf Gölz - 1985 Mike Kluge - 1986 Hartmut Bölts - 1987 Hartmut Bölts - 1988 Bernd Gröne - 1989 Dominik Krieger - 1990 Olaf Ludwig - 1991 Kai Hundertmarck - 1992 Olaf Ludwig - 1993 Jan Ullrich - 1994 Udo Bölts - 1995 Erik Zabel - 1996 Jan Ullrich - 1997 Jan Ullrich | - 1998 Erik Zabel - 1999 Jan Ullrich - 2000 Erik Zabel - 2001 Erik Zabel - 2002 Erik Zabel - 2003 Jan Ullrich - 2004 Erik Zabel - 2005 Jens Voigt - 2006 Jens Voigt - 2007 Jens Voigt - 2008 Bert Grabsch - 2009 Tony Martin - 2010 André Greipel - 2011 Tony Martin - 2012 John Degenkolb - 2013 Marcel Kittel - 2014 Marcel Kittel - 2015 John Degenkolb - 2016 Tony Martin - 2017 Marcel Kittel - 2018 Maximilian Schachmann - 2019 Emanuel Buchmann - 2020 Lennard Kämna - 2021 Tony Martin - 2022 Simon Geschke - 2023 Nico Denz - 2024 Niklas Behrens |

## Palmarès féminin
| - 1988 Jutta Niehaus - 1989 Jutta Niehaus - 1990 Ina-Yoko Teutenberg - 1991 Petra Rossner - 1992 Petra Rossner - 1993 Ina Heinemann - 1994 Vera Hohlfeld - 1995 Hanka Kupfernagel - 1996 Hanka Kupfernagel - 1997 Judith Arndt - 1998 Hanka Kupfernagel - 1999 Hanka Kupfernagel - 2000 Hanka Kupfernagel - 2001 Judith Arndt - 2002 Petra Rossner - 2003 Sabine Spitz - 2004 Judith Arndt - 2005 Regina Schleicher - 2006 Trixi Worrack | - 2007 Hanka Kupfernagel - 2008 Sabine Spitz - 2009 Ina-Yoko Teutenberg - 2010 Charlotte Becker - 2011 Judith Arndt - 2012 Kristina Vogel et Miriam Welte - 2013 Kristina Vogel - 2014 Lisa Brennauer - 2015 Kristina Vogel - 2016 Kristina Vogel - 2017 Kristina Vogel - 2018 Kristina Vogel - 2019 Franziska Brauße - 2020 Emma Hinze - 2021 Lisa Brennauer - 2022 Emma Hinze - 2023 Ricarda Bauernfeind - 2024 Liane Lippert |

## Juniors
| - 2009 Nikias Arndt - 2010 Jasha Sütterlin - 2011 Silvio Herklotz - 2012 Maximilian Schachmann - 2013 Marco König - 2014 Lennard Kämna - 2015 Leo Appelt (hommes), Emma Hinze (femmes) - 2016 Pauline Grabosch | - 2017 non décerné - 2018 Lea Friedrich - 2019 non décerné - 2020 Marco Brenner - 2021 Benjamin Boos - 2022 Emil Herzog - 2023 Hannah Kunz - 2024 Anastasia Kuniß |